# 임준식 (1981년)
임준식(林俊植, 1981년 9월 13일~)은 대한민국의 전직 축구 선수이다. 현역 시절 포지션은 윙백과 수비형 미드필더였다. 포항제철공업고등학교 시절 대통령 금배 대회에서 윙백 포지션으로 득점왕을 수상한 바 있다.

## 생애
전성기는 당시 2부격인 내셔널리그 울산 현대미포조선에서 K리그 팀들을 물리치며 내셔널리그 최초로 FA컵 준우승을 한 2015시즌이다.
은퇴 후 고향의 K6팀 울진군 죽변FC에서 감독을 맡으며 생활축구에 이바지하고 있다.